# Dukhobors
Els dukhobors ('lluitadors espirituals', en rus: духобо́ры, духобо́рцы) van ser els membres d'un moviment religiós i social pacifista que va existir a Rússia entre els segles xviii i xix i que es va estendre al Canadà el 1898.

## Origen
Si bé va començar bàsicament per motius religiosos, aviat es va transformar en un moviment social, assentat en el descontentament popular. El moviment es va originar amb el mandat del tsar Aleix I i, a conseqüència dels canvis litúrgics imposats pel patriarca Nikon el 1652, va créixer molt sota el mandat de Pere I el Gran, fill de l'anterior tsar. El seu primer capdavanter conegut, entre 1755 i 1775, va ser Siluan Kolésnikov (en rus: Силуан Колесников), del llogaret de Nikólskoie, a la Gubèrnia de Iekaterinoslav, avui Ucraïna.

## Creences
Els dukhobors van ser un dels diversos moviments religiosos inconformistes que van sorgir en el sud de Rússia. Es deien a si mateixos "Poble de Déu" o simplement "els cristians", per indicar que els membres de les altres esglésies no ho eren. La seva creença bàsica consisteix a creure que l'Esperit diví es troba com una espurna divina en cada persona o ésser vivent, és per això que es van fer vegetarians, es negaven a matar qualsevol criatura vivent amb principis ètics de la no violència. Rebutgen els sacerdots, les icones i els rituals i encara que consideren la Bíblia com la font de la seva fe i els ensenyaments de Jesucrist com la veritat fonamental i la guia de la seva vida com a ambaixadors de pau de Déu, creuen que la Bíblia per si sola no és suficient per arribar a la revelació divina i que els conflictes doctrinals en realitat poden interferir amb la fe. Van considerar com el seu objectiu interioritzar l'Esperit vivent de Déu, perquè l'Esperit de Déu es revela dins de cada individu. "Dukhobors", com se'ls va arribar a conèixer, significa "lluitadors de l'Esperit" o "lluitadors espirituals".

## Persecució i migracions
Des dels seus orígens van ser pacifistes i van rebutjar l'acumulació de béns materials, tot portant una vida senzilla. Per ser antimilitaristes, anticlericals van ser perseguits i bandejats diverses vegades. En 1799 un grup de 90 va ser deportat a Finlàndia. El tsar Nicolau I de Rússia va ordenar el desterrament dels dukhobors que no es retractessin al Caucas i la Trancaucàsia. Diversos dels seus líders van ser deportats a Sibèria, per Nicolau II. Les seves conviccions pacifistes, la seva voluntat de mantenir la comunitat de béns i d'evitar la interferència del govern en la seva vida, va conduir-los a un èxode de la majoria del grup de l'imperi rus al Canadà a finals del segle xix.

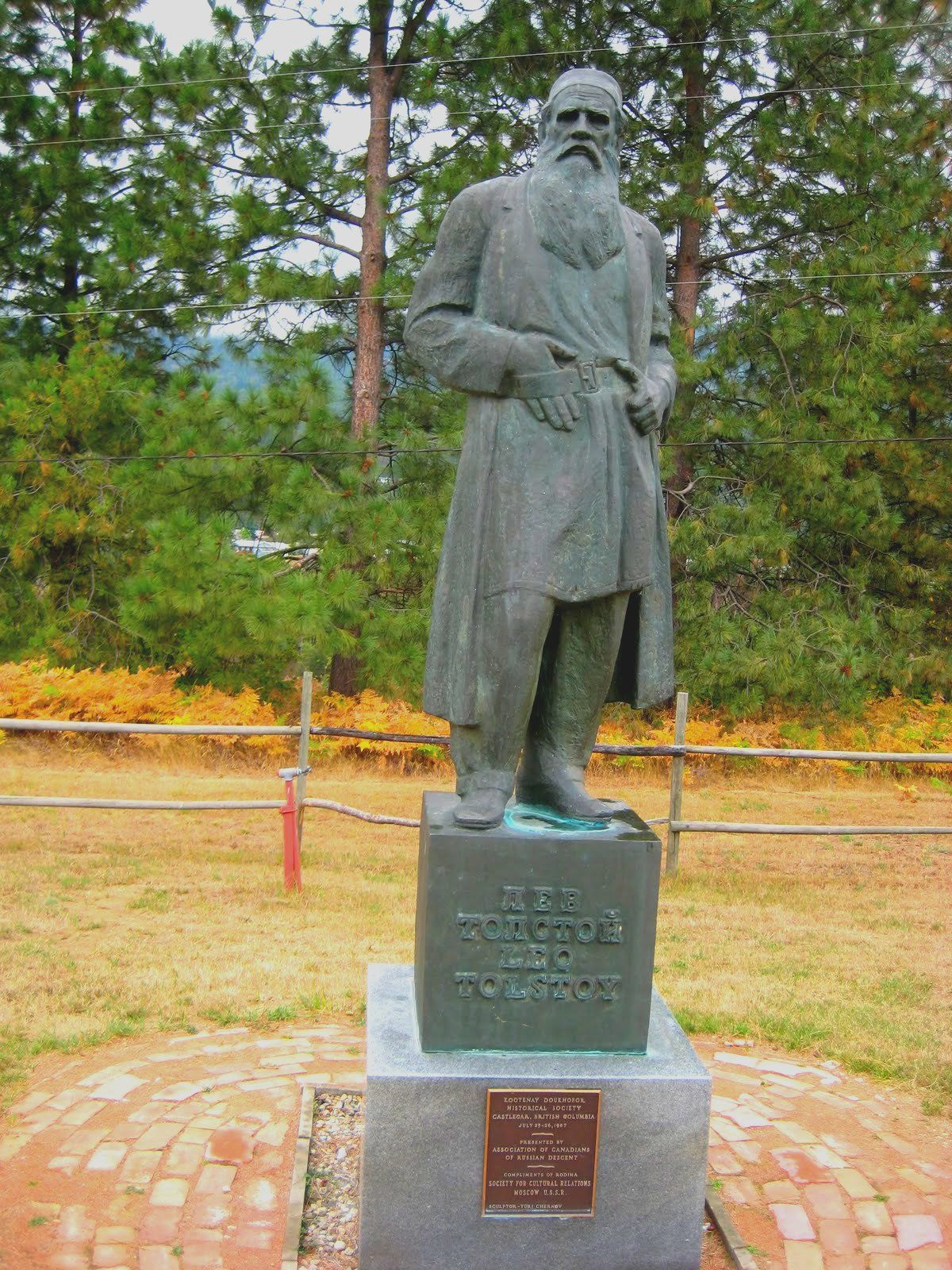
Estatua de Lev Tolstoi al Dujubori Discovery Centre a Castlegar, Colúmbia Britànica

Els dukhobors van arribar a conquistar la simpatia de persones com Tolstoi, el qual disgustat per la fama finalment es va instal·lar a Iàsnaia Poliana, on va dirigir una escola per a fills de camperols. La seva novel·la Resurrecció (1899) va ser escrita per recaptar fons per als dukhobors en la seva fugida a Canadà, ajuda financera atorgada també per quàquers britànics.
A Canadà van establir comunitats, principalment agràries. Es van enfrontar obertament amb l'ordre del ministre de l'Interior Frank Oliver el 1906 de registrar les seves terres com a parcel·les de propietat individual. Van acabar finalment dividits en tres sectors:
- el majoritari que va fundar la Christian Community of Universal Brotherhood (Comunitat Cristiana de Germanor Universal) que va preferir perdre les terres que acabaven de rebre i migrar a Columbia Britànica per poder tenir terres comunals i fins i tot manté les granges comunitàries basades en la propietat comuna dels béns, tot denominant-se actualment Union of Spiritual Communities of Christ (Unió de Comunitats Espirituals de Crist);
- els "independents", que van acceptar parcel·les individuals i es van integrar a altres denominacions cristianes i,
- el grup "Sons of Freedom" (Fills de la Llibertat) de tendències anarquistes, enemics irreconciliables de tot Estat, va rebutjar la Bíblia com a autoritat i algunes vegades com a reacció davant les pressions externes, van practicar el nudisme col·lectiu, principalment durant marxes de protesta, la qual cosa va causar que 300 d'ells fossin condemnats a 3 anys de presó.[6][7] En diverses oportunitats aquest grup va ser acusat de realitzar incendis o altres actes violents contra edificacines públiques o contra els altres grups dukhobors o els seus líders.

En el cens de 2001 a Canadà es van declarar dukhobors 3.800 persones. Uns altres viuen als Estats Units, Rússia i Geòrgia.